# Agoniste partiel
 (janvier 2021).
Les agonistes partiels (tels que la buspirone, l'aripiprazole ou la clozapine) se lient et activent un récepteur donné, mais ont seulement un effet modéré sur le récepteur par rapport à l'action d'un agoniste complet.
Cliniquement, les agonistes partiels peuvent activer des récepteurs pour obtenir une réponse augmentée du récepteur si une dose de ligand endogènes présent est insuffisante, et de même ils peuvent réduire une stimulation excessive des récepteurs où une quantité de ligands endogènes est présente en excès.
Ils peuvent être considérés comme des ligands qui ont en même temps une action agoniste et antagoniste (Quand sont déjà présents des agonistes complets, l'agoniste partiel agit comme un antagoniste compétitif, il est en concurrence avec l'agoniste complet pour l'occupation des récepteurs ; on observe alors une diminution nette de l'activité du récepteur par rapport à celle qu'elle aurait juste avec l'agoniste complet seul).

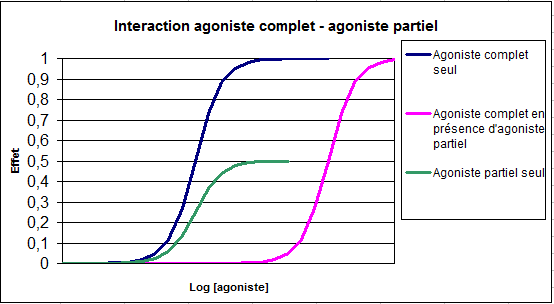
Interaction agoniste complet - agoniste partiel